# سلیمان کاراموکو
سلیمان کاراموکو (انگلیسی: Souleymane Karamoko؛ زادهٔ ۲۹ ژوئیهٔ ۱۹۹۲) بازیکن فوتبال اهل فرانسه است.
از باشگاه‌هایی که در آن بازی کرده‌است می‌توان به باشگاه فوتبال پاریس اشاره کرد.
وی همچنین در تیم ملی فوتبال موریتانی بازی کرده‌است.